# Apocalypse (Six Flags Magic Mountain)
Apocalypse in Six Flags Magic Mountain (Valencia, Kalifornien, USA) ist eine Holzachterbahn des Herstellers Great Coasters International, die am 23. Mai 2009 als Terminator Salvation: The Ride eröffnet wurde. Ursprünglich sollte die Bahn Terminator: The Coaster heißen, man benannte sie jedoch später entsprechend dem kurz zuvor erschienenen Film Terminator: Die Erlösung (engl.: Terminator Salvation) um. Seit 2011 fährt die Achterbahn unter dem Namen Apocalypse. Sie steht an der Stelle, wo zuvor die Achterbahn Psyclone 18 Jahre lang ihre Runden fuhr.

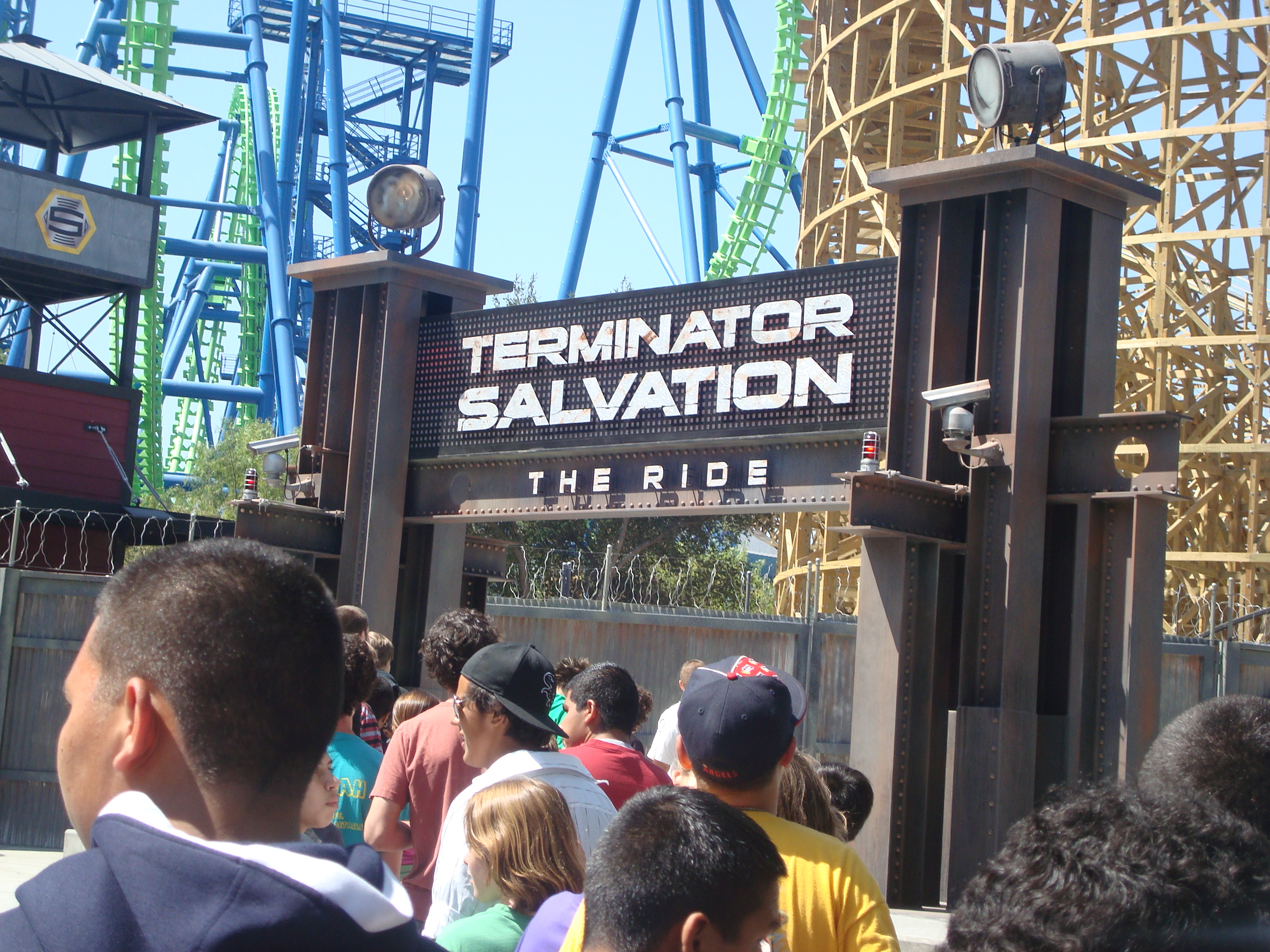
Der alte Eingang

Die 876,9 m lange, von Jeff Pike konstruierte Strecke, deren Bau rund 10 Mio. US-Dollar verschlang, erreicht eine Höhe von 29 m und besitzt einen 26,6 m hohen First Drop. Die Höchstgeschwindigkeit beträgt 81 km/h.

## Züge
Apocalypse besitzt zwei Millennium-Flyer-Züge mit jeweils elf Wagen. In jedem Wagen können zwei Personen (eine Reihe) Platz nehmen. Die Fahrgäste müssen mindestens 1,22 m groß sein, um mitfahren zu dürfen. Der zwölfte Wagen jeden Zuges ist ausschließlich für die Elektronik des On-Board-Audiosystems zuständig und bietet keinen Platz für Passagiere.